# شونتا تاكاهاشي
شونتا تاكاهاشي (باليابانية: 高橋 駿太) (9 فبراير 1989 في توياما في اليابان – )؛ هو لاعب كرة قدم ياباني سابق كان يلعب كمهاجم.

## وصلات خارجية
- شونتا تاكاهاشي على موقع رابطة كرة القدم اليابانية للمحترفين (اليابانية)
- شونتا تاكاهاشي على موقع قاعدة بيانات كرة القدم.إي يو (الإنجليزية)
- شونتا تاكاهاشي على موقع Soccerway.com (الإنجليزية)
- شونتا تاكاهاشي على موقع عالم كرة القدم.نت (الإنجليزية)